# Подлесье (Калушский район)
Подлесье (укр. Підлісся) — село в Дубовской сельской общине Калушского района Ивано-Франковской области Украины.
Население по переписи 2001 года составляло 171 человек. Почтовый индекс — 77644. Телефонный код — 03474.